# Gorge de Garni
La gorge de Garni se trouve à environ 20 kilomètres au sud-est d'Erevan en Arménie. Elle est située juste au-dessous du village du même nom. Le temple de Garni est donc situé à proximité. Elle entoure le passage de la rivière Azat.
Le lieu est particulièrement connu pour sa formation de colonnes basaltiques appelée « Symphonie des pierres » ainsi que pour un petit pont datant du XIe siècle franchissant la rivière Azat. 

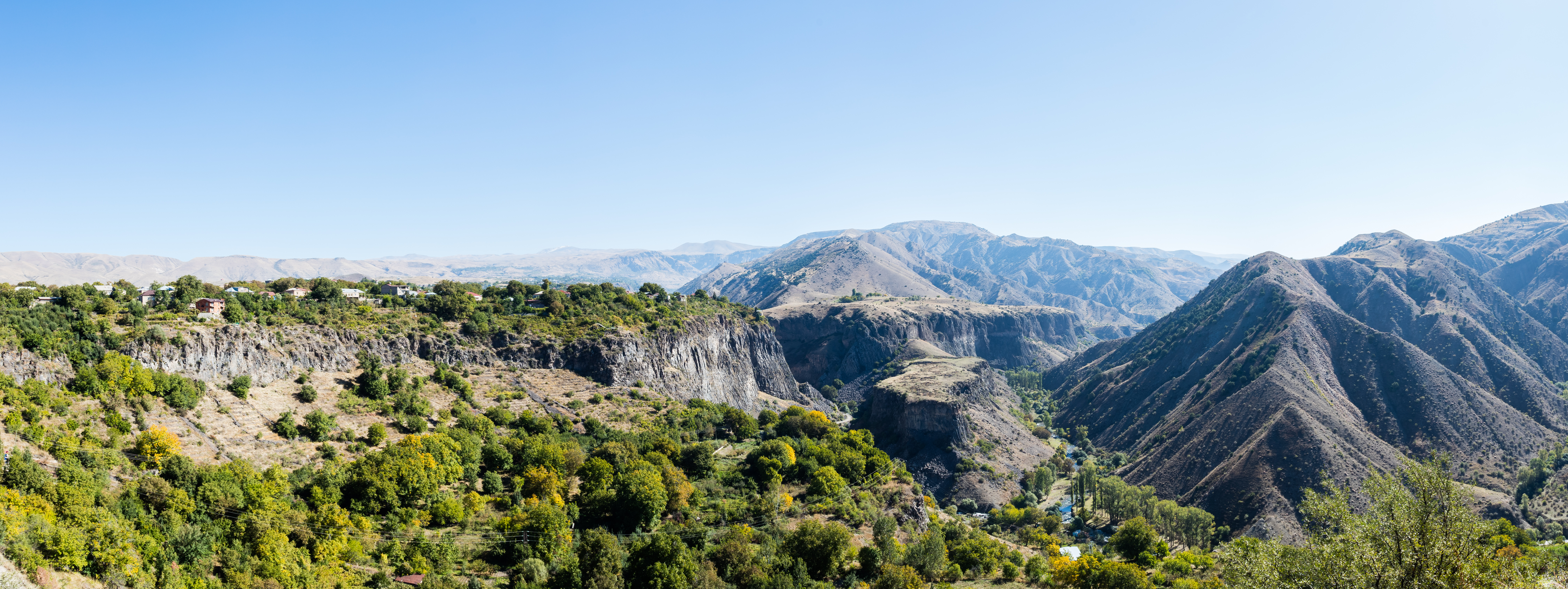
Vue panoramique depuis le temple.
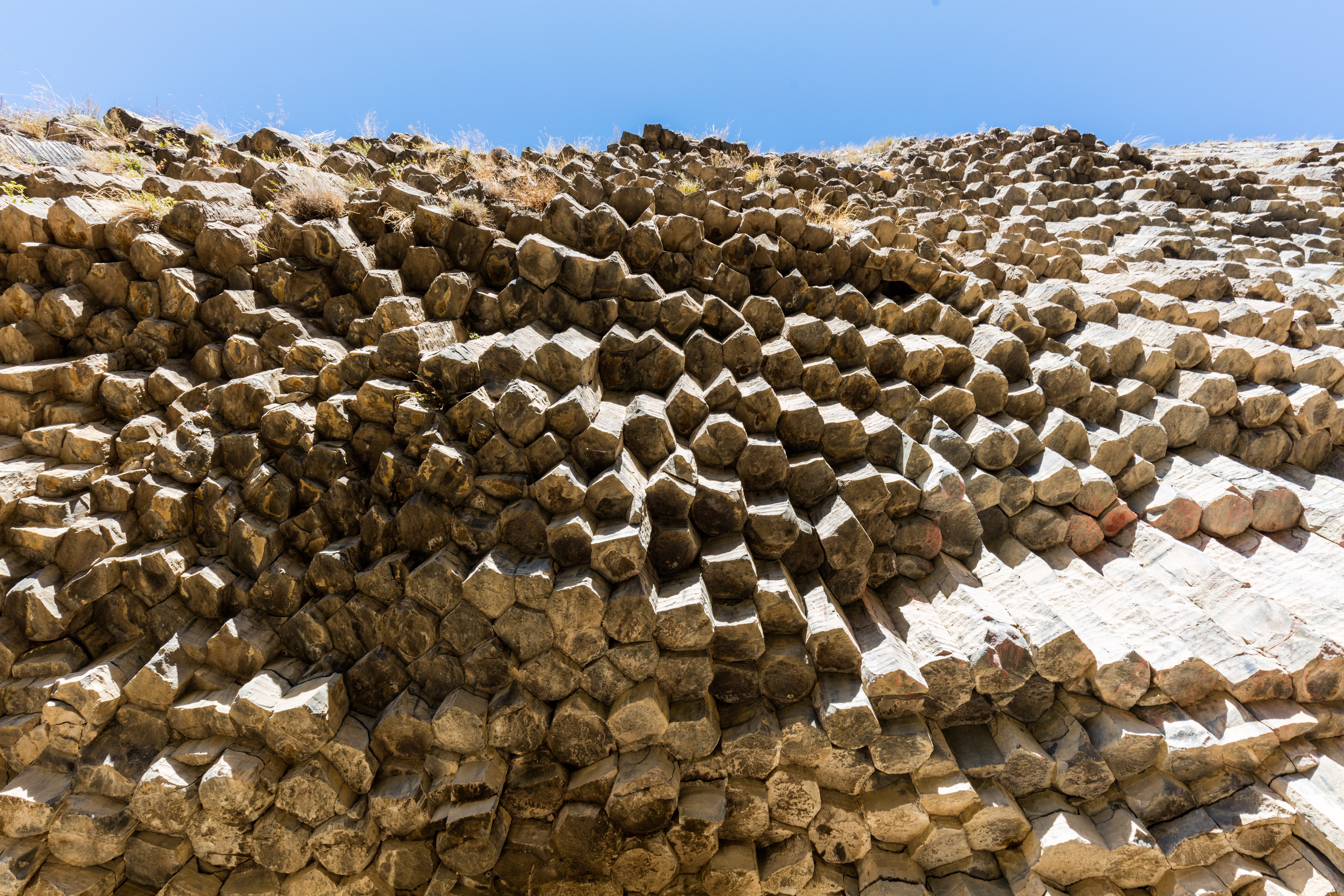
Vue des colonnes de basalt.
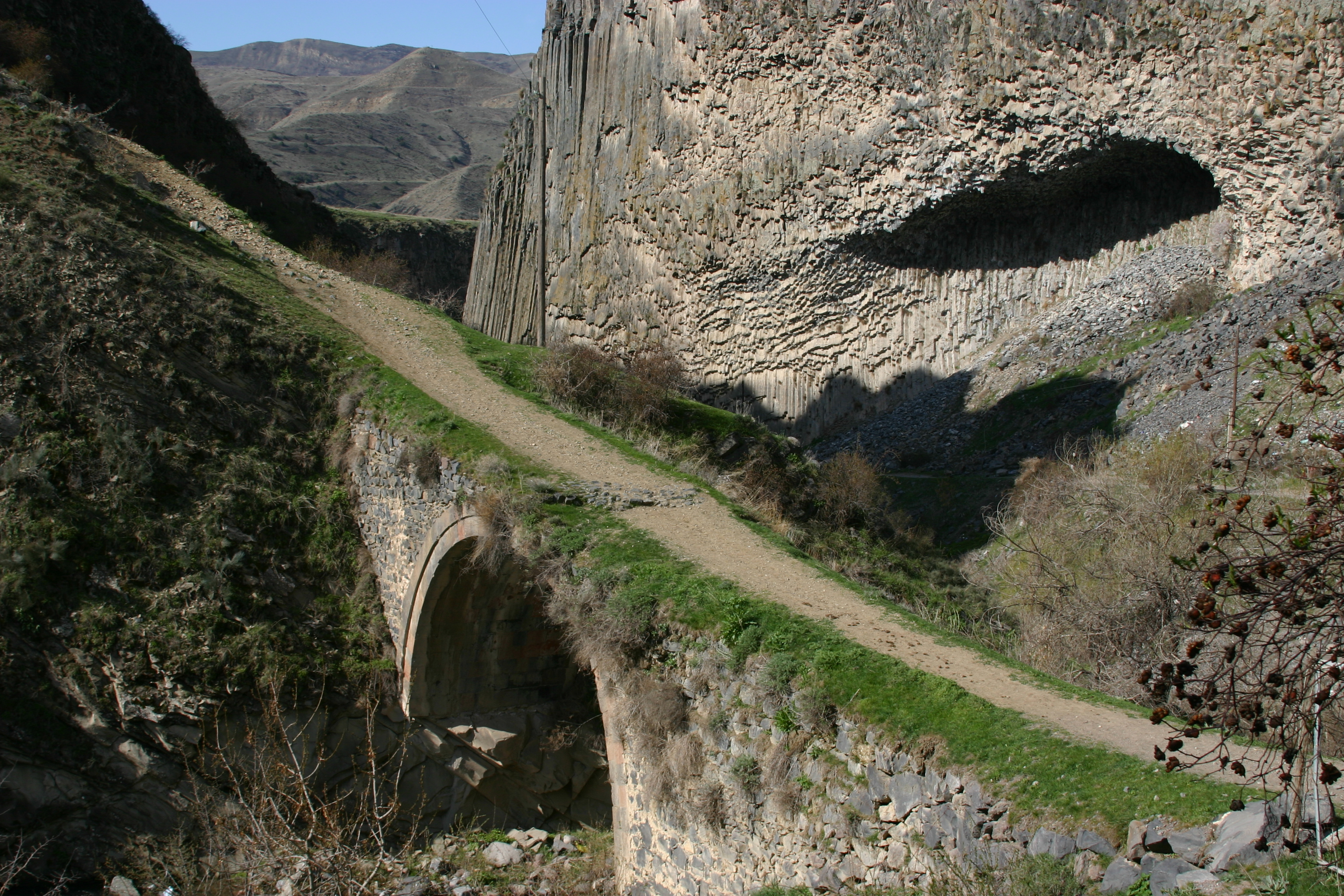
Le pont du XIe siècle sur la rivière Azat.
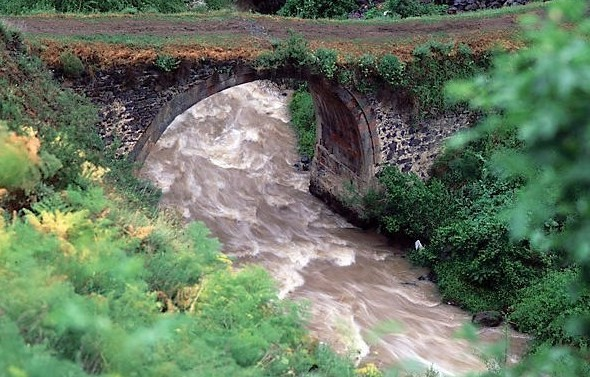
La rivière Azat et le pont du XIe siècle.
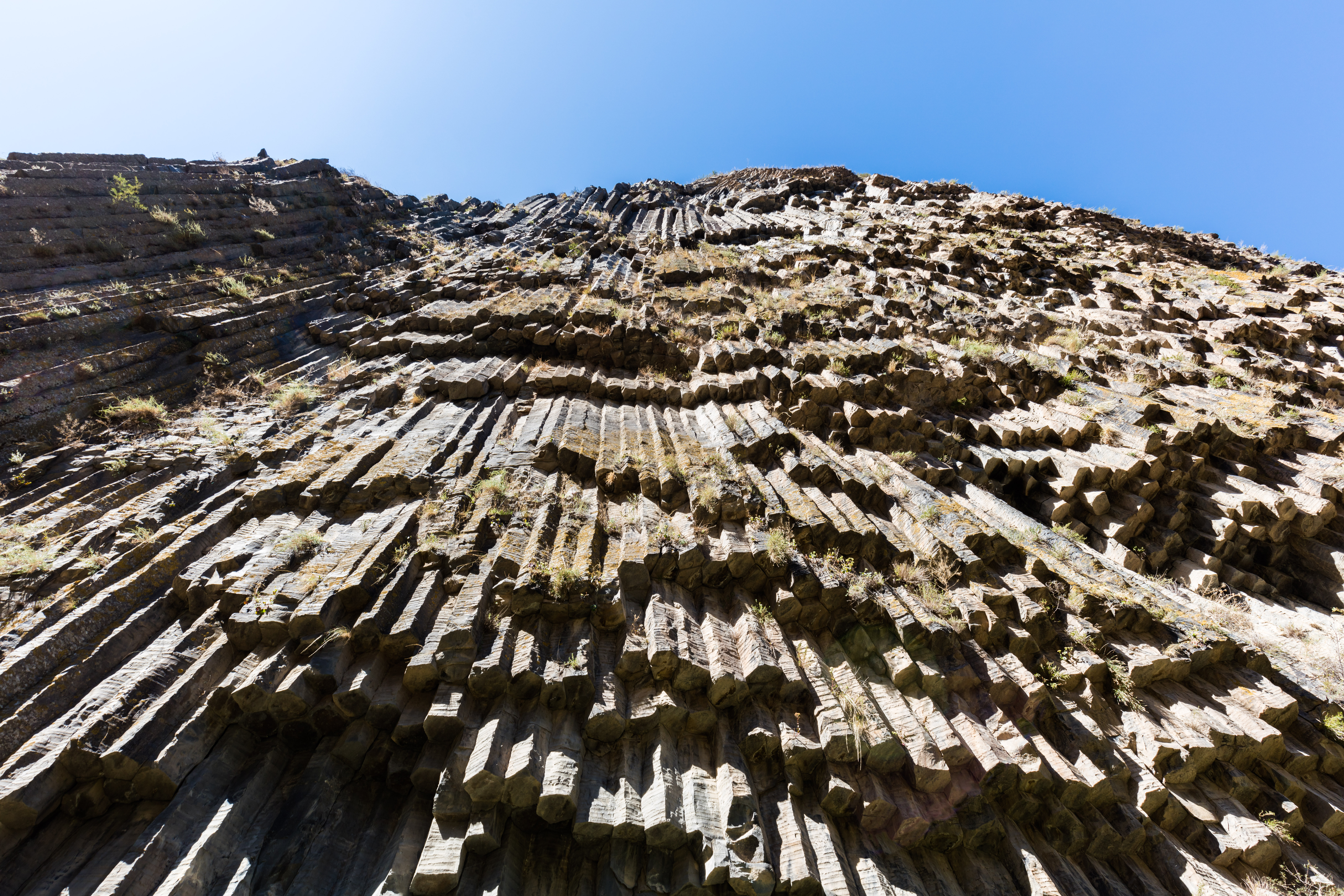
Les colonnes en basalte de la symphonie des pierres.